# Poliamorfismo
Poliamorfismo é a capacidade de uma substância que existe em vários modificações amorfas. É análogo ao polimorfismo de materiais cristalinos. Muitas substâncias amorfas podem existir com diferentes características amorfas (por exemplo, polímeros). No entanto, poliamorfismo exige dois distintos estados amorfos com uma fase de transição clara entre elas.
O poliamorfismo é estudado também em água sob congelamento.